# Arikamedu
Arikamedu es un yacimiento arqueológico situado cerca de Ariyankuppam, territorio de Pondicherry, en el sur de India. 

## Historia
El arqueólogo escocés Mortimer Wheeler dirigió las excavaciones de Arikamedu durante la década de los años 40 del siglo XX. Arikamedu, de Arikan-medu, significa literalmente «monte erosionado». Según Wheeler, Arikamedu era un pueblo de pescadores tamil que fue un puerto importante a comienzo de la época de la dinastía Chola, conocido en latín como Poduca, dedicado a la fabricación de perlas de collar y al comercio con la Roma antigua.
Se han desenterrado numerosos artefactos romanos, como un gran número de ánforas que llevan la marca de alfares romanos (estilos VIBII, CAMURI e ITTA), lo que sustenta la teoría de los intercambios comerciales antiguos entre Roma y el antiguo país tamil.
Arikamedu fue habitado desde el siglo I y ha estado ocupado de forma casi continua hasta la época moderna.

## Galería

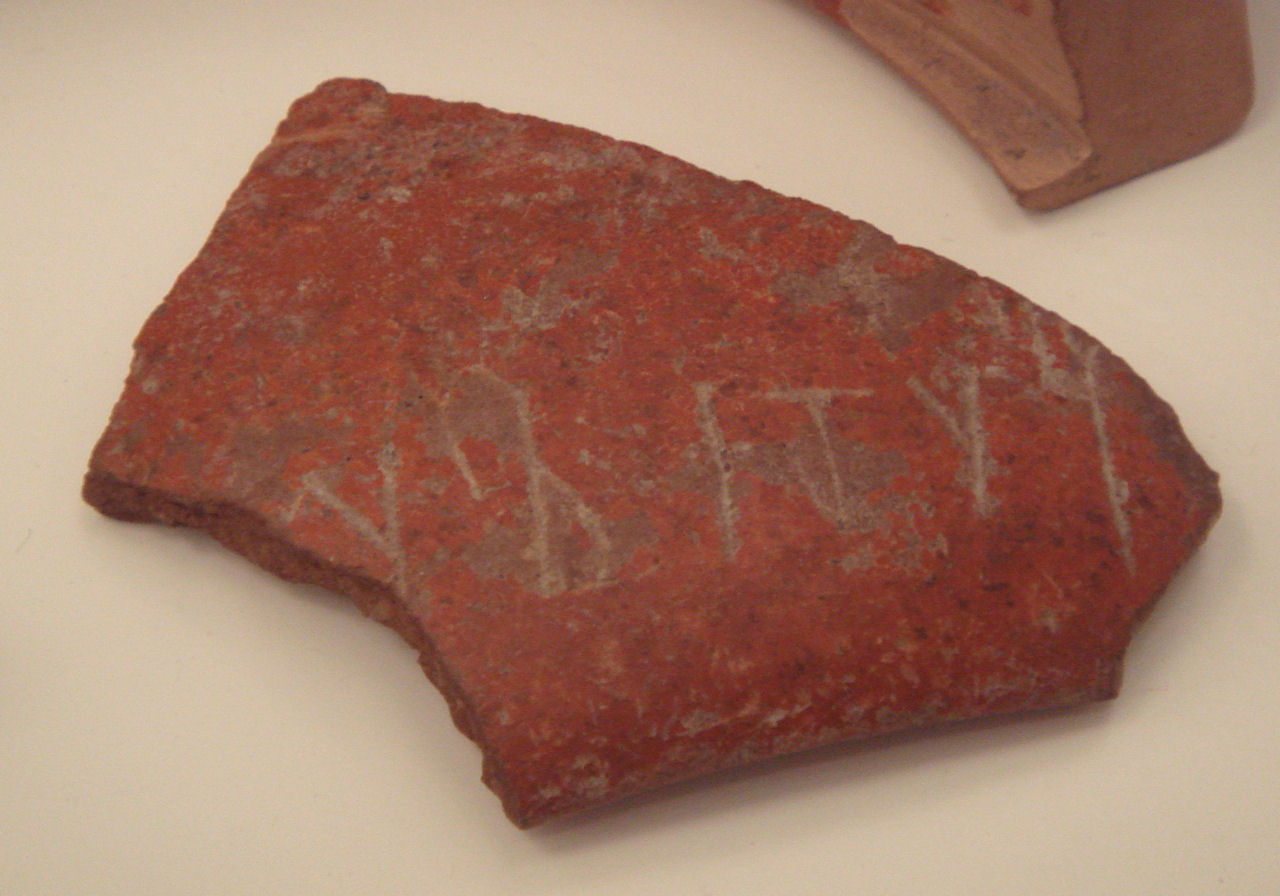
Trozo de cerámica romana de Arezzo, Latium, encontrado en Virampatnam, Arikamedu (siglo I). Museo Guimet.
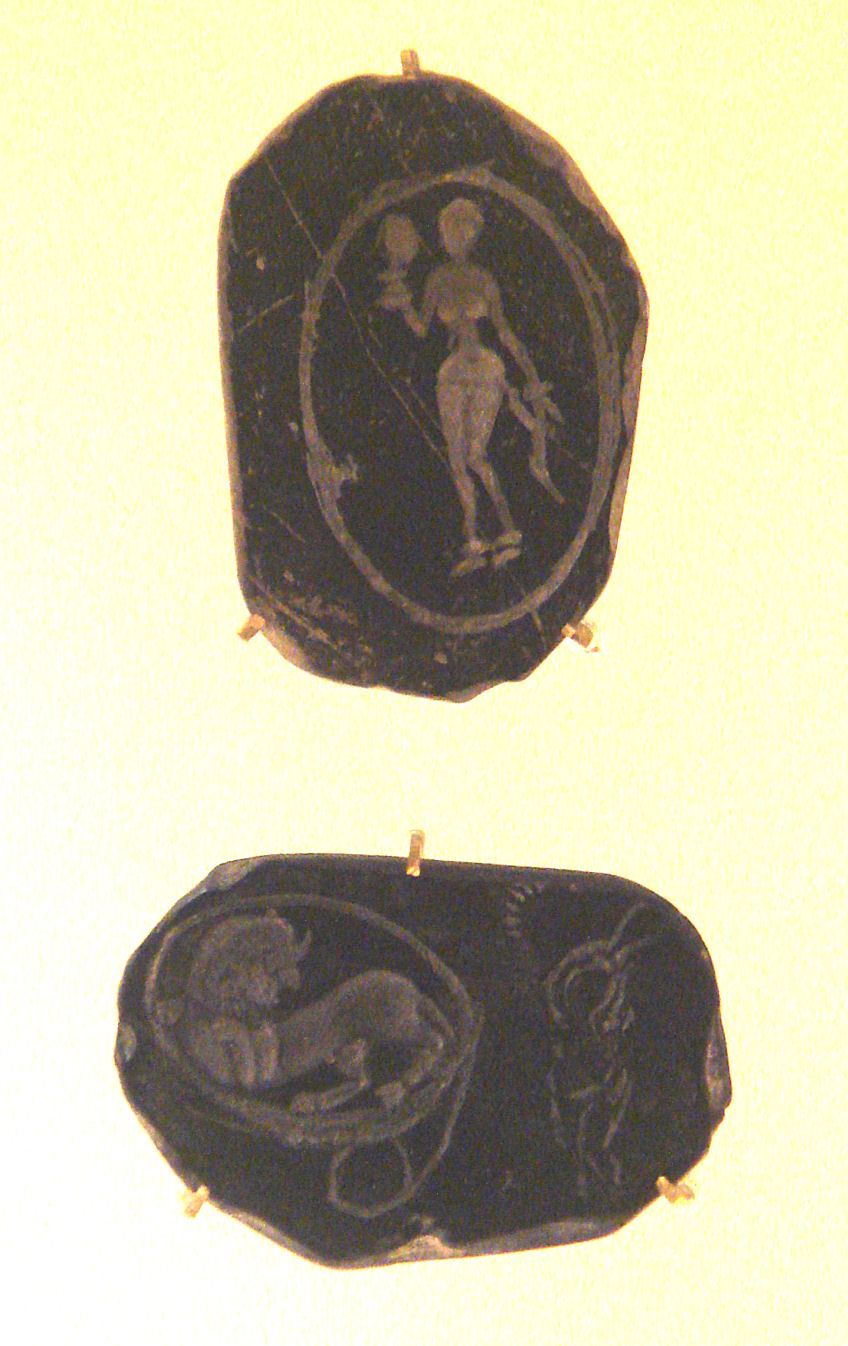
Cerámica gris grabada, Virampatnam, Arikamedu (siglo I).